# Narita Brian
Narita Brian (en japonais : ナリタブライアン) (1991-1998) est un cheval de course pur-sang anglais, lauréat de la Triple Couronne japonaise, cheval de l'année en 1994 et membre du Hall of Fame des courses japonaises.

## Carrière de courses
Frère du champion Biwa Hayahide, Narita Brian attire tous les regards pour ses débuts en août 1993 sur l'hippodrome de Hakodate, où il prend la deuxième place. Il ouvre son palmarès quinze jours plus tard, avant d'échouer dans un groupe 3. Mais il ne cesse de progresser et, après une victoire de stakes, termine troisième d'un groupe 2 à Kyoto, remporte une nouvelle victoire de stakes puis s'impose très facilement, record de la course à la clé, dans les Asahi Hai Futurity Stakes, la plus grande course pour 2 ans au Japon, ce qui lui vaut le titre de 2 ans de l'année.  
En 1994, Narita Brian confirme son leadership sur sa génération en s'adjugeant de toute une classe deux préparatoires aux classiques, puis la première manche de la Triple Couronne, le Satsuki Shō, avec le même détachement. Plus fort encore, il fait une démonstration dans le Tokyo Yushun, le Derby japonais, laissant ses adversaires à 5 longueurs. Sa suprématie est un temps mis en doute quand, pour sa rentrée automnale, il est battu d'une tête dans le Kyoto Newspaper Hai, mais remet vite les pendules à l'heure en survolant le Kikuka Shō par 7 longueurs. Narita Brian devient alors le cinquième détenteur de la Triple Couronne après St Lite (1941), Shinzan (1964), Mr. C.B. (1983) et Symboli Rudolf (1984). Il ne lui reste qu'à affronter les meilleurs chevaux d'âge, et la rencontre a lieu dans l'Arima Kinen, une course dont les partants sont désignés par un vote populaire. Grand favori, il doit tout de même se méfier du 4 ans Nehai Caesar, lauréat du Tenno Sho d'automne, et le rapide 3 ans Hishi Amazon, qui n'a pas participé à la Triple Couronne mais reste sur six succès consécutives dont la Queen Elizabeth II Cup. Toutefois il n'y a pas de match, Narita Brian l'emporte par 3 longueurs et conquiert naturellement le titre de cheval de l'année avec 171 voix sur 172, la jument North Flight (lauréate du Yasuda Kinen et du Mile Championship) l'empêchant seule de faire l'unanimité. Les ¥ 712 802 000 de gains qu'il a engrangés au cours de l'année sont un record 
À 4 ans, Narita Brian poursuit sur sa lancée en rentrant victorieusement dans le Hanshin Daishoten, écrasant l'opposition de 7 longueurs. Son entourage annonce qu'il vise une future campagne américaine. Mais quelques semaines après la course, il doit renoncer à son programme : le champion souffre d'arthrite et doit garder le box pour plusieurs mois. On ne le revoit qu'à l'automne dans le Tenno Sho, sans son jockey habituel Katsumi Minai, blessé lors d'une chute en course. La rentrée de Narita Brian n'est guère rassurante, puisqu'il termine douzième. Mais l'arrivée se joue dans un mouchoir de poche et, après tout, il n'est qu'à trois longueurs du vainqueur. Toutefois, ses sorties suivantes montre que ce n'est plus le même cheval : désormais monté par la star Yutaka Take, il échoue dans la Japan Cup remportée par l'Allemand Lando et l'Arima Kinen de Mayano Top Gun, à chaque fois bien battu.  
Malgré ses échecs, Narita Brian demeure à l'entraînement et réapparaît en mars dans le Hanshin Daishoten, où il prend sa revanche, d'une tête, sur Mayano Top Gun, qui lui avait succédé au palmarès du cheval de l'année. L'espoir renaît. Et Narita Brian, s'il n'est plus le champion dominateur qu'il était, prouve qu'il lui en reste dans les jambes en prenant le premier accessit du Tenno Sho de printemps, associé à Katsumi Minai, de retour, et que son entraîneur critiquera vertement pour sa monte, regrettant de ne pas avoir poursuivit l'association avec Yutaka Take. Le duo est reconstitué un mois plus tard, pour une tentative plus qu'étonnante : Narita Brian, qui a brillé sur toutes les distances et semble s'exprimer au mieux sur 2 400 mètres et au-delà, se présente au départ du Takamtsunomiya Kinen, un sprint disputé sur 1 200 mètres. Si ces allers-retours ne sont pas rares au Japon, où les champions se produisent sur un large spectre de distances (pareille polyvalence étant inimaginable en Europe ou aux États-Unis), pareille déterritorialisation ne manque pas d'étonner, et de soulever une polémique. Narita Brian, lui, s'en débrouille correctement, prenant la quatrième place. Ce sera sa dernière sortie publique. Un mois plus tard, une tendinite lui est diagnostiquée, et son entourage annonce sa retraite. Sa cérémonie d'adieux a lieu en deux temps, le 9 novembre à Kyoto et le 16 novembre à Tokyo. Narita Brian se retire avec plus d'un milliard de yens de gains, ce qui fait de lui le cheval le plus riche du monde, et le premier cheval à dépasser les dix millions de dollars de gains. Il entre au Hall of Fame des courses japonaises en 1998 et, gage de l'impression qu'il laissa dans les mémoires, il est élu meilleur cheval japonais du XXe siècle par quelque 210 000 amateurs de courses japonais.

### Résumé de carrière
| Date         | Hippodrome  | Pays        | Course                    | Statut      | Distance    | Jockey         | Place       | Écart       | Vainqueur ou deuxième |
| 1993, 2 ans  | 1993, 2 ans | 1993, 2 ans | 1993, 2 ans               | 1993, 2 ans | 1993, 2 ans | 1993, 2 ans    | 1993, 2 ans | 1993, 2 ans | 1993, 2 ans           |
| ------------ | ----------- | ----------- | ------------------------- | ----------- | ----------- | -------------- | ----------- | ----------- | --------------------- |
| 15 août      | Hakodate    | Japon       | Inédits                   |             | 1 200 m     | Katsumi Minai  | 2e / 8      | –           | Long Unicorn          |
| 29 août      | Hakodate    | Japon       | Maiden                    |             | 1 200 m     | Katsumi Minai  | 1er / 9     | –           | Ginrai                |
| 26 septembre | Hakodate    | Japon       | Hakodate Nisai Stakes     | Gr. 3       | 1 200 m     | Katsumi Minai  | 6e / 9      | 4 ¾         | Marry God             |
| 24 octobre   | Fukushima   | Japon       | Kinmokusei Special        |             | 1 400 m     | Eiji Shimizu   | 1er / 9     | –           | Lancet                |
| 6 novembre   | Kyoto       | Japon       | Daily Hai Nisai Stakes    | Gr. 2       | 1 700 m     | Katsumi Minai  | 3e / 15     | 4           | Bodyguard             |
| 21 novembre  | Kyoto       | Japon       | Kyoto Nisai Stakes        |             | 1 800 m     | Katsumi Minai  | 1er / 8     | –           | T M Inazuma           |
| 12 décembre  | Nakayama    | Japon       | Asahi Hai Futurity Stakes | Gr. 1       | 1 600 m     | Katsumi Minai  | 1er / 14    | 3 ½         | Field Bomber          |
| 1994, 3 ans  |             |             |                           |             |             |                |             |             |                       |
| 14 février   | Tokyo       | Japon       | Kyodo News Hai            | Gr. 3       | 1 800 m     | Katsumi Minai  | 1er / 10    | 5           | Field Bomber          |
| 27 mars      | Nakayama    | Japon       | Spring Stakes             | Gr. 2       | 1 800 m     | Katsumi Minai  | 1er / 10    | 3 ½         | Fujino Makken         |
| 17 avril     | Nakayama    | Japon       | Satsuki Shō               | Gr. 1       | 1 600 m     | Katsumi Minai  | 1er / 18    | 3 ½         | Sakura Super O        |
| 29 mai       | Tokyo       | Japon       | Tokyo Yushun              | Gr. 1       | 2 400 m     | Katsumi Minai  | 1er / 18    | 5           | Air Dublin            |
| 16 octobre   | Hanshin     | Japon       | Kyoto Newspaper HaI       | Gr. 2       | 2 000 m     | Katsumi Minai  | 2e / 10     | encolure    | Star Man              |
| 6 novembre   | Kyoto       | Japon       | Kikuka Shō                | Gr. 1       | 3 000 m     | Katsumi Minai  | 1er / 17    | 7           | Yashima Sovereign     |
| 25 décembre  | Nakayama    | Japon       | Arima Kinen               | Gr. 1       | 2 500 m     | Katsumi Minai  | 1er / 13    | 3           | Hishi Amazon          |
| 1995, 4 ans  |             |             |                           |             |             |                |             |             |                       |
| 12 mars      | Hanshin     | Japon       | Hanshin Daishoten         | Gr. 2       | 3 000 m     | Katsumi Minai  | 1er / 11    | 7           | Hagino Real King      |
| 29 octobre   | Kyoto       | Japon       | Tenno Sho (Automne)       | Gr. 1       | 2 000 m     | Hitoshi Matoba | 12e / 17    | 3           | Sakura Chitose O      |
| 26 novembre  | Tokyo       | Japon       | Japan Cup                 | Gr. 1       | 2 400 m     | Yutaka Take    | 6e / 14     | 4 ¾         | Lando                 |
| 24 décembre  | Nakayama    | Japon       | Arima Kinen               | Gr. 1       | 2 500 m     | Yutaka Take    | 4e / 12     | 3 ¼         | Mayano Top Gun        |
| 1996, 5 ans  |             |             |                           |             |             |                |             |             |                       |
| 9 mars       | Hanshin     | Japon       | Hanshin Daishoten         | Gr. 2       | 3 000 m     | Yutaka Take    | 1er / 10    | tête        | Mayano Top Gun        |
| 21 avril     | Kyoto       | Japon       | Tenno Sho (Printemps)     | Gr. 1       | 3 200 m     | Katsumi Minai  | 2e / 16     | 2 ½         | Sakura Laurel         |
| 19 mai       | Chukyo      | Japon       | Takamtsunomiya Kinen      | Gr. 1       | 1 200 m     | Yutaka Take    | 4e / 13     | 4 ¾         | Flower Park           |

## Au haras
À l'issue de sa carrière de courses, Narita Brian est syndiqué en 60 parts sur la base de plus de 2 milliards de yens, un record, et revient faire la monte au haras où il est né, Hayata Farm, à Niikappu. Il n'aura guère le temps de s'illustrer au haras puisqu'il est euthanasié en septembre 1998 à la suite de plusieurs graves crises de coliques. De ses deux générations de produits, on ne retient toutefois aucun cheval de grande valeur, son meilleur élément, Daitaku Flag, revendiquant la quatrième place du Satsuki Shō.  

## Origines
Narita Brian est un fils de l'Américain Brian's Time, importé au Japon après une carrière qui l'a vu remporter le Florida Derby, terminer deuxième des Preakness Stakes et troisième des Belmont Stakes et des Travers Stakes en 1988. Il s'est révélé un étalon de tout premier plan, donnant aussi Mayano Top Gun, cheval de l'année 1995, les vainqueurs de Derby Sunny Brian et Tanino Gimlet (le père de la championne Vodka), Silk Justice (Arima Kinen), Dantsu Flame (Takarazuka Kinen), Time Paradox (Japan Cup Dirt), ou encore Phalaenopsis (Queen Elizabeth II Cup). 
Pacificus, la mère, est une jument américaine élevée par E.P. Taylor qui a réussi l'exploit unique d'avoir vu deux de ses fils conquérir le titre de cheval de l'année deux années consécutives. Avant Narita Brian, Biwa Hayahide (par Sharrood) avait remporté ce titre en 1993 titre à la faveur de son succès dans le Kikuka Shō et de ses premiers accessits dans le Satsuki Shō, le Tokyo Yushun et l'Arima Kinen. L'année suivante, il ajouta à son palmarès le Tenno Sho de printemps et le Takarazuka Kinen. Pacificus, qui avait été achetée en Angleterre en 1990, avec Biwa Hayahide dans ses flancs, est également la mère de Biwa Takehide, vainqueur d'un groupe 3. C'est une fille de Pacific Princess, lauréate de groupe 1 aux États-Unis, les Delaware Oaks, elle-même issue de la Britannique Fiji, qui s'était imposé dans les Coronation Stakes en 1963. 

### Pedigree
| Origines de Narita Brian (JPN), mâle bai brun né en 1991 | Origines de Narita Brian (JPN), mâle bai brun né en 1991 | Origines de Narita Brian (JPN), mâle bai brun né en 1991 | Origines de Narita Brian (JPN), mâle bai brun né en 1991 |
| -------------------------------------------------------- | -------------------------------------------------------- | -------------------------------------------------------- | -------------------------------------------------------- |
| Père Brian's Time                                        | Roberto                                                  | Hail to Reason                                           | Turn-to                                                  |
| Père Brian's Time                                        | Roberto                                                  | Hail to Reason                                           | Nothirdchance                                            |
| Père Brian's Time                                        | Roberto                                                  | Bramalea                                                 | Cosmic Bomb                                              |
| Père Brian's Time                                        | Roberto                                                  | Bramalea                                                 | Almahmoud                                                |
| Père Brian's Time                                        | Kelley's Day                                             | Graustark                                                | Ribot                                                    |
| Père Brian's Time                                        | Kelley's Day                                             | Graustark                                                | Flower Bowl                                              |
| Père Brian's Time                                        | Kelley's Day                                             | Golden Trail                                             | Hasty Road                                               |
| Père Brian's Time                                        | Kelley's Day                                             | Golden Trail                                             | Sunny Vale                                               |
| Mère Pacificus                                           | Northern Dancer                                          | Nearctic                                                 | Nearco                                                   |
| Mère Pacificus                                           | Northern Dancer                                          | Nearctic                                                 | Lady Angela                                              |
| Mère Pacificus                                           | Northern Dancer                                          | Natalma                                                  | Native Dancer                                            |
| Mère Pacificus                                           | Northern Dancer                                          | Natalma                                                  | Almahmoud                                                |
| Mère Pacificus                                           | Pacific Princess                                         | Damascus                                                 | Sword Dancer                                             |
| Mère Pacificus                                           | Pacific Princess                                         | Damascus                                                 | Kerala                                                   |
| Mère Pacificus                                           | Pacific Princess                                         | Fiji                                                     | Acropolis                                                |
| Mère Pacificus                                           | Pacific Princess                                         | Fiji                                                     | Rififi (Famille 13-a)                                    |